# The Organization
The Organization (br.: A Organização) é um filme estadunidense de 1971 do gênero "Policial", dirigido por Don Medford. É a terceira parte da trilogia do detetive policial negro Virgil Tibbs, interpretado por Sidney Poitier. Os filmes anteriores foram In the Heat of the Night (1967) e They Call Me MISTER Tibbs! (1970). O título refere-se a uma organização de traficantes internacionais, combatida por Tibbs e um grupo de vigilantes civis. A pouca repercussão das sequências fez com que Poitier se desinteressasse pelo personagem, que só voltaria em uma série de TV que recebeu o nome do primeiro filme, no final da década de 1980.

## Elenco
- Sidney Poitier...Virgil Tibbs
- Barbara McNair...Valerie
- Gerald S. O'Loughlin...tenente Pecora
- Sheree North...Senhora Morgan
- Fred Beir...Bob Alford
- Raúl Juliá...Juan
- James A. Watson Jr....Stacy Baker

## Sinopse
Uma fábrica é invadida e seu principal executivo é assassinado. Virgil Tibbs é chamado e suspeita que o homem foi raptado e torturado em outro lugar e depois levado para ali, onde foi morto. Pouco depois, Tibbs é contatado por um grupo de vigilantes civis (a maioria ex-viciados ou parentes de vítimas das drogas) que confessa que invadiram a fábrica mas não cometeram o assassinato. Eles dizem que a fábrica é uma fachada para o tráfico internacional e que realizaram a invasão para chamarem a atenção das autoridades. Afirmam que roubaram 4 milhões de dólares em heroina, que estava no cofre do executivo.Tibbs, a princípio, não quer colaborar com os vigilantes mas, quando ocorre mais um assassinato, ele passa a agir em conjunto com eles tentando conseguir provas e desbaratar a quadrilha, mesmo ficando sob suspeita de seus superiores e do departamento de narcóticos.